# Det var livat i Paris
Det var livat i Paris (engelska: Ruggles of Red Gap) är en amerikansk komedifilm från 1935 i regi av Leo McCarey. Filmen bygger på en roman från 1915 av Harry Leon Wilson och nominerades till en Oscar för bästa film. I huvudrollerna ses Charles Laughton, Mary Boland, Charles Ruggles och Zasu Pitts.

## Handling
Året är 1908. Earl of Burnstead spelar i Paris bort sin korrekta butler Ruggles i ett pokerparti. Hans nya arbetsgivare, miljonärsparet Floud tar honom med till USA. Där får han så sakteliga chansen att bygga upp ett eget liv, men inte innan ett antal komiska missförstånd och situationer inträffar.

## Rollista
- Charles Laughton - Ruggles
- Mary Boland - Effie Floud
- Charles Ruggles - Egbert Floud
- Zasu Pitts - Prunella Judson
- Roland Young - Earl of Burnstead
- Leila Hyams - Nell Kenner
- Maude Eburne - Ma Pettingill
- Lucien Littlefield - Charles Belknap-Jackson
- Leota Lorraine - Mrs. Belknap-Jackson
- James Burke- Jeff Tuttle
- Dell Henderson - Sam
- Clarence Wilson - Jake Henshaw